# Dean Kennedy
Edward Dean Kennedy (* 17. Januar 1963 in Redvers, Saskatchewan) ist ein ehemaliger kanadischer Eishockeyspieler, der im Verlauf seiner aktiven Karriere zwischen 1982 und 1995 unter anderem 753 Spiele für die Los Angeles Kings, New York Rangers, Buffalo Sabres, Winnipeg Jets und Edmonton Oilers in der National Hockey League auf der Position des Verteidigers bestritten hat.

## Karriere
Kennedy begann seine Juniorenkarriere im Jahr 1979 bei den Weyburn Red Wings in der Saskatchewan Junior Hockey League, ehe er im Sommer 1980 für gut zwei Jahre zu den Brandon Wheat Kings in die Western Hockey League wechselte. Während dieser Zeit wurde der Verteidiger in der zweiten Runde des NHL Entry Draft 1981 an 39. Stelle von den Los Angeles Kings aus der National Hockey League ausgewählt.
Im Verlauf der Saison 1982/83 holten die Kings den Abwehrspieler in den NHL-Kader. Nachdem er das erste Jahr bei den Kings verbracht hatte und lediglich für vier Spiele an die Saskatoon Blades in die WHL ausgeliehen worden war, teilten sich im folgenden Spieljahr seine Einsätze zwischen den Kings und deren Farmteam auf. Bei den New Haven Nighthawks verbrachte er dann auch die gesamte Saison 1984/85 in der American Hockey League. Ab dem Herbst 1985 war er für die folgenden drei Jahre schließlich Stammspieler der Los Angeles Kings. Erst im Dezember 1988 wurde Kennedy gemeinsam mit Denis Larocque an die New York Rangers abgegeben, die im Gegenzug Igor Liba, Michael Boyce, Todd Elik und weitere Zuwendungen nach Los Angeles transferierten. Das Gastspiel Kennedys im Big Apple währte lediglich zwei Monate und 16 Partien, da ihn die Kings im Februar 1989 für ein Viertrunden-Wahlrecht im NHL Entry Draft 1990 zurückholten.
Anfang Oktober 1989 war der Kanadier erneut in ein Transfergeschäft involviert, als ihn Los Angeles’ Management kurz vor dem Saisonstart an die Buffalo Sabres abgab. Im Gegenzug erhielten sie ein Viertrunden-Wahlrecht im NHL Entry Draft 1991. In Buffalo fand Kennedy für die folgenden zwei Spielzeiten bis zum Herbst 1991 eine sportliche Heimat. Im Oktober 1991 wechselte Kennedy dann mit Darrin Shannon und Mike Hartman für Dave McLlwain, Gord Donnelly, ein Fünftrunden-Wahlrecht im NHL Entry Draft 1992 und weitere Zuwendungen zu den Winnipeg Jets. Nur gut einen Monat nach dem Wechsel verletzte sich der Abwehrspieler bei seinem neuen Arbeitgeber stark am Knie und fiel lange Zeit aus, sodass er in der Saison 1991/92 nur 20 Spiele bestreiten konnte. Im Verlauf der Spielzeit 1992/93 wurde Kennedy aufgrund des Transfers den bisherigen Mannschaftskapitäns Troy Murray bis zum Saisonende zum neuen Teamkapitän ernannt. Zur folgenden Saison wurde er durch Keith Tkachuk abgelöst. Insgesamt blieb Kennedy bis zum Januar 1995 im Team. Kurz vor Beginn der durch den Lockout verkürzten Saison 1994/95 wurde er von den Jets auf die Waiver-Liste gesetzt. Von dort wählten ihn die Edmonton Oilers aus. Dort beendete er nach der Spielzeit seine aktive Karriere.

## Karrierestatistik
(Legende zur Spielerstatistik: Sp oder GP = absolvierte Spiele; T oder G = erzielte Tore; V oder A = erzielte Assists; Pkt oder Pts = erzielte Scorerpunkte; SM oder PIM = erhaltene Strafminuten; +/− = Plus/Minus-Bilanz; PP = erzielte Überzahltore; SH = erzielte Unterzahltore; GW = erzielte Siegtore; 1 Play-downs/Relegation; Kursiv: Statistik nicht vollständig)